# Halopteris longibrachia
Halopteris longibrachia is een hydroïdpoliep uit de familie Halopterididae. De soort werd in 2021 voor het eerst wetenschappelijk beschreven door Calder en Faucci. 